# کفشک بی‌باله
کفشک بی‌باله (نام علمی: Pardachirus marmoratus) نام یک گونه از تیره کفشک‌ماهیان اصلی است.